# Campaña de Bougainville
La Campaña de Bougainville (también conocida por su nombre código, Operación Cherry Blossom) fue una operación militar llevada a cabo durante la Segunda Guerra Mundial por parte de los aliados en la isla de Bougainville en contra de las fuerzas japonesas que la habían ocupado en 1942. Durante su ocupación, los japoneses construyeron bases aéreas para sus aviones de la marina en el norte, este y sur de la isla; pero ninguna en el oeste. Construyeron un ancladero en Tonolei Harbor cerca de Buin, su base más grande, en la planicie costera del sur de Bougainville. En las islas cercanas de Treasury y Shortland construyeron pistas de aterrizaje, bases navales y ancladeros. Estas bases servían para proteger a Rabaul, la principal guarnición y base naval en Nueva Guinea, mientras que permitía la expansión al sureste, a lo largo de la cadena de las Islas Salomón, hasta Guadalcanal.
La campaña aliada tuvo dos fases diferentes, comenzó el 1 de noviembre de 1943 y concluyó el 21 de agosto de 1945, con la rendición japonesa.
Antes de la guerra, Bougainville había sido administrada como parte del Territorio Australiano de Nueva Guinea, incluso siendo que Bougainville es parte de la cadena de las Islas Salomón. Debido a esto, la campaña es incluida tanto en la Campaña de Nueva Guinea como en la Campaña de las Islas Salomón.

## Ocupación japonesa
Entre marzo y abril de 1942, los japoneses desembarcaron en Bougainville como parte de su avance en el Pacífico Sur. En ese entonces, los australianos solo contaban con una pequeña guarnición en la isla, la cual consistía de 20 soldados de la 1.ª Compañía Independiente y algunos coastwatchers. Poco después de la llegada de los japoneses, la mayoría de los soldados australianos fueron evacuados por los aliados, aunque algunos de los coastwatchers se quedaron en la isla para proporcionar inteligencia. Una vez asegurada, los japoneses comenzaron a construir varias pistas de aterrizaje a lo largo de la isla. Las pistas principales estaban en la isla de Buka, la Penínsua de Bonis en el norte, y en Kahili y Kara en el sur y en Kieta en la costa este, mientras que se construyó un ancladero naval en Tonolei Harbor cerca de Buin en la planicie costera del sur, junto con ancladeros en el grupo de islas Shortland.

La pista en Kahili era conocida por los japoneses como Pista Buin, y al sur de esta se encontraba una pista en la Isla Ballale en las Islas Shortland. Estas bases les premitieron a los japoneses llevar a cabo operaciones en las Islas Salomón del sur y atacar a las líneas de comunicaciones aliadas entre los Estados Unidos, Australia y el Área del Pacífico Suroeste.

## Ofensivas aliadas

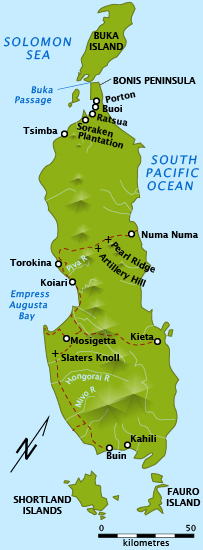
Mapa que muestra la ubicación de batallas clave en Bougainville durante 1944–45

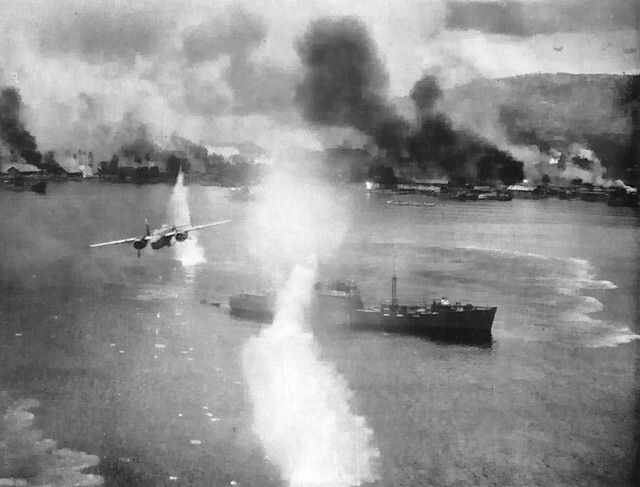
Ataque aéreo en el puerto de Simpson

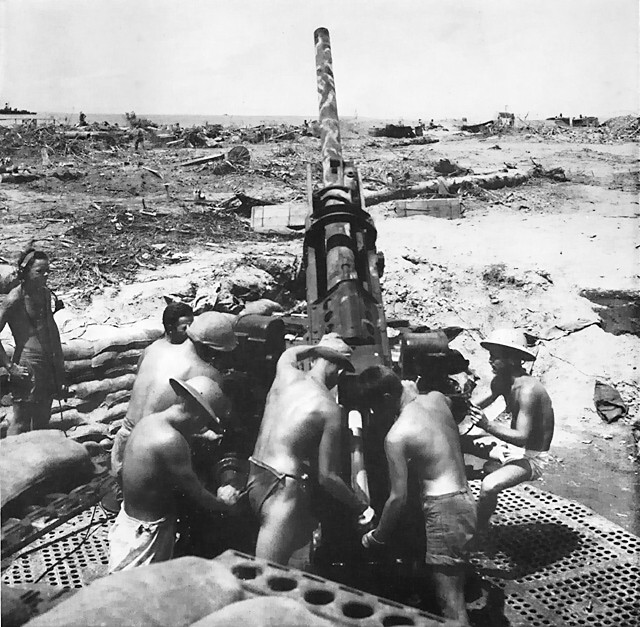
Artilleros antiaéreos en el cabo Torokina

### Primera fase: noviembre de 1943 – noviembre de 1944

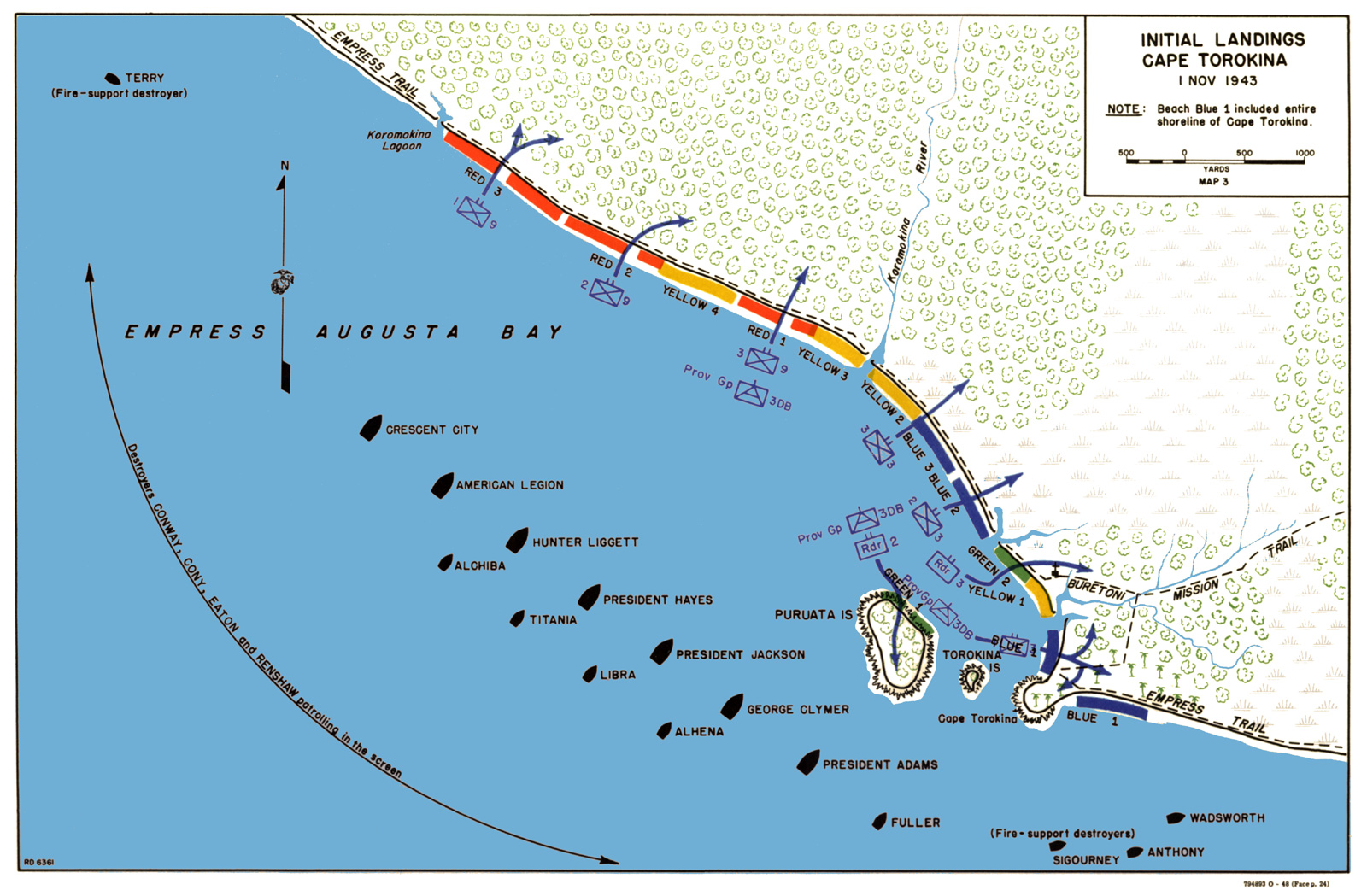
Playas de desembarco cerca del cabo Torokina

Luego del éxito estadounidense en Guadalcanal en febrero de 1943, las fuerzas aliadas avanzaron sobre la cadena de las Islas Salomón y a finales de 1943 comenzaron la Campaña de Bougainville como parte de la Operación Cartwheel. Cuando comenzaron las primeras ofensivas aliadas, el número estimado de soldados japoneses en Bougainville variaba ampliamente, desde 45 000 hasta 65 000 miembros del ejército, la marina y personal de trabajo.
La primera fase de las operaciones aliadas para recapturar Bougainville (Operación Cherry Blossom) dl 17.a Ejército del Japón comenzó con desembarcos en Cabo Torokina por parte del I Cuerpo Anfibio de Marines la 3.ª División de Marines de Estados Unidos, el 1 de noviembre de 1943. Los aliados establecieron una cabeza de playa en las inmediaciones del Cabo Torokina para la construcción de una pista de aterrizaje que estaba dentro del rango de alcance de Rabaul para los cazas. Las fuerzas aliadas no planeaban en ese momento capturar toda la isla de Bougainville de manos de los japoneses. Un intento por parte de la Armada Imperial Japonesa de atacar a las fuerzas estadounidenses que trataban de desembarcar fue derrotado por parte de la Marina de los Estados Unidos en la Batalla de la Bahía de la Emperatriz Augusta, entre el 1 y el 2 de noviembre. Un segundo ataque por parte de fuerzas japonesas terrestres contra la cabeza de playa aliada fue derrotado en la Batalla de la Laguna de Koromokina.
Entre el 6 y el 19 de noviembre de 1943 el I Cuerpo Anfibio de Marines desembarcó el resto del regimiento de la 3.ª División de Marines y la 37.ª División de Infantería del Ejército de Estados Unidos para expandir la cabeza de playa. Esto fue seguido por una prolongada y a menudo amarga guerra de jungla, con muchas de las bajas resultando debido a malaria y otras enfermedades tropicales. Con la excepción de unas cuantas escaramuzas de las patrullas, todo el combate importante para expandir la cabeza de playa tuvo lugar en sector de los marines, teniendo lugar las siguientes batallas: Koiari Raid, Piva Trail, Coconut Grove y Piva Forks. Entre las bajas aliadas estuvieron el Teniente Stanley P. Wright, cuyo poema "Un marine para su chica" fue publicado en la columna My Day de Eleanor Roosevelt en enero de 1944.
En noviembre y diciembre los japoneses ubicaron artillería de campo en el terreno elevado alrededor de la cabeza de playa, concentrado en un grupo de colinas a lo largo del río Torokina con vista al perímetro este. Bombardearon la cabeza de playa, concentrándose en las pistas de aterrizaje y los depósitos de suministros. La 3.ª División de Marines extendió sus líneas para incluir las colinas en una serie de operaciones que tuvieron lugar entre el 9 y el 27 de diciembre. Una colina, "Hellzapoppin Ridge", era una fortaleza natural de 91 metros de largo, con empinadas pendientes y una angosta cima con vista a gran parte de la cabeza de playa. Los japoneses construyeron extensivas posiciones en las pendientes contrarias usando camuflaje natural y artificial. El 21.er Regimiento de Marines atacó Hellzapoppin Ridge pero fueron repelidos el 12 de diciembre. Varios ataques aéreos fallaron su objetivo por completo. Finalmente, ataques coordinados por aire, de artillería y de infantería resultaron en la captura de Hellzapoppin Ridge el 18 de diciembre. En los días siguientes, el 21.er Regimiento de Marines también se vio involucrado en la lucha alrededor de Hill 600A (Colina 600A), la cual fue capturada hasta el 24 de diciembre de 1943.
El 15 de diciembre de 1943, el I Cuerpo Anfibio de Marines fue reemplazado por el XIV Cuerpo del Ejército y el 28 de diciembre, la 3.ª División de Marines por la División Americal. El XIV Cuerpo defendió la cabeza de playa contra un importante contraataque japonés entre el 9 y el 17 de marzo de 1944, en Hill 700 y Cannon Hill, los cuales fueron derrotados por la 37.ª División de Infantería de Ohio, y en Hill 260, la cual fue defendida por la División Americal. El contraataque fue repelido con fuertes bajas para el ejército japonés, el cual, por su parte, replegó la mayoría de sus fuerzas al interior y a los extremos sur y norte de Bougainville.
El 5 de abril de 1944, el 132.º Regimiento de Infantería de la División Americal, luego de realizar patrullajes a lo largo de la Bahía de la Emperatriz Augusta, lanzó un ataque que concluyó con la captura de la aldea de Mavavia, la cual se encontraba bajo control japonés. Dos días después, mientras seguían barriendo el terreno en búsqueda de fuerzas enemigas, el Regimiento se encontró con defensas enemigas preparadas, donde destruyeron aproximadamente 20 fortines usando explosivos y bazucas. Más adelante, se le asignó al 132.º, junto elementos de la Fuerza de Defensa de Fiyi, asegurar las colinas al oeste del río Saua. El regimiento y sus aliados capturaron las Colinas 155, 165, 500, y 501 luego de reñidas luchas que se extendieron hasta el 18 de abril, cuando los últimos defensores japoneses fueron matados u obligados a replegarse.
Los japoneses, aislados y sin poder recibir asistencia del exterior, se concentraron principalmente en sobrevivir, lo cual incluyó la plantación de granjas a lo largo de la isla. Los estadounidenses fueron reforzados por la 93.ª División de Infantería, la primera unidad de infantería afroestadounidense en ver acción durante la Segunda Guerra Mundial. Los aliados se concentraron en la construcción de varias pistas de aterrizaje en la cabeza de playa, desde las cuales podían conducir operaciones con cazas y bombarderos sobre Rabaul, Kavieng y otras bases ocupadas por los japoneses en el área del Pacífico Sur. El apoyo aéreo sobre Bougainville fue proveído en gran parte por la Real Fuerza Aérea Neozelandesa, los escuadrones de aviación del Cuerpo de Marines de Estados Unidos y la Fuerzas Aéreas del Ejército de los Estados Unidos, bajo el mando del AirSols.
Luego de estudiar los registros, los oficiales de inteligencia australianos estimaron que 8200 tropas japonesas murieron en combate durante la fase de operaciones estadounidense, y 16 600 más murieron por enfermedades o malnutrición.

### Segunda fase: noviembre de 1944 – agosto de 1945

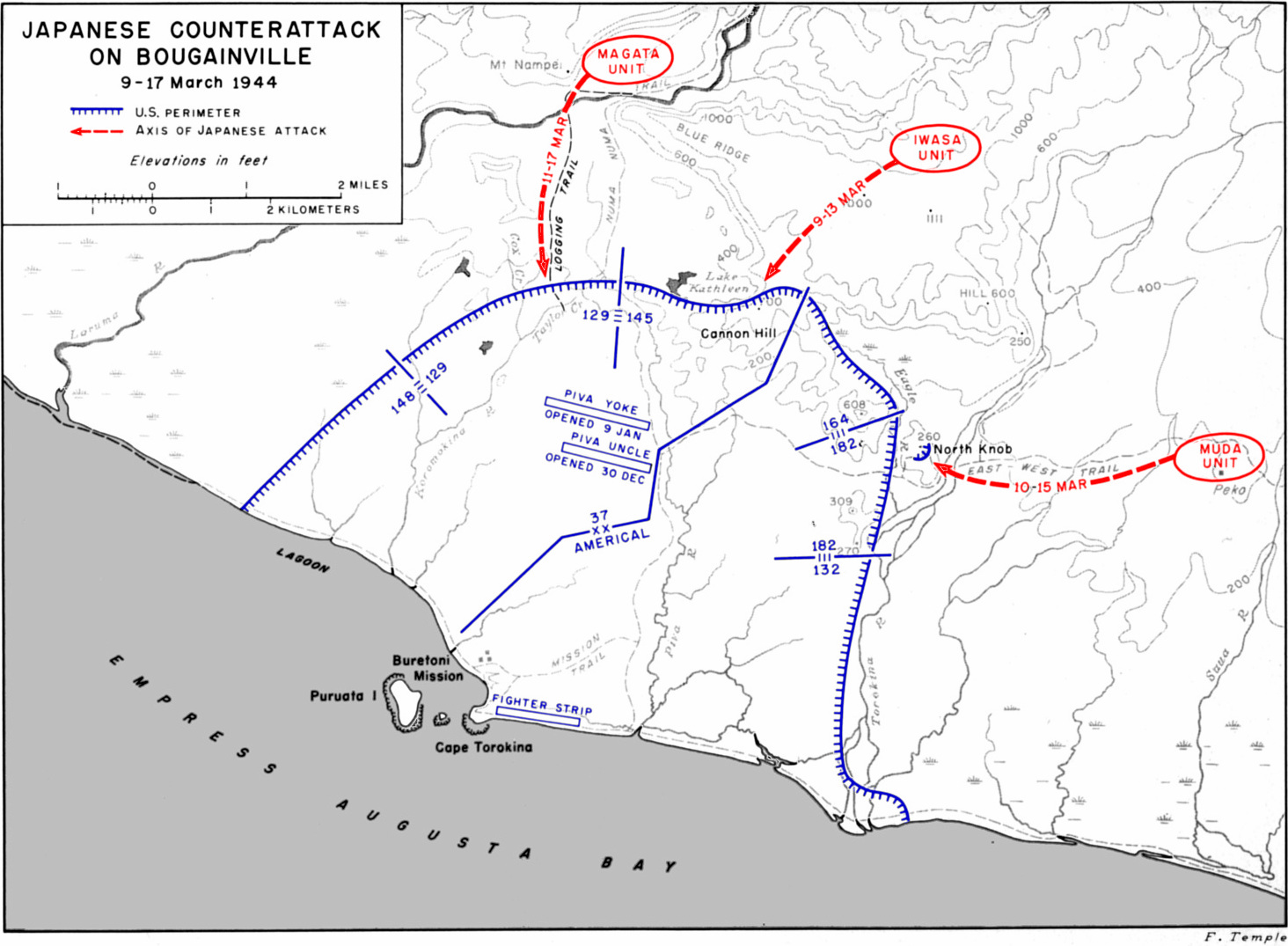
El contraataque japonés contra Bougainville entre el 9 y el 17 de marzo de 1944.

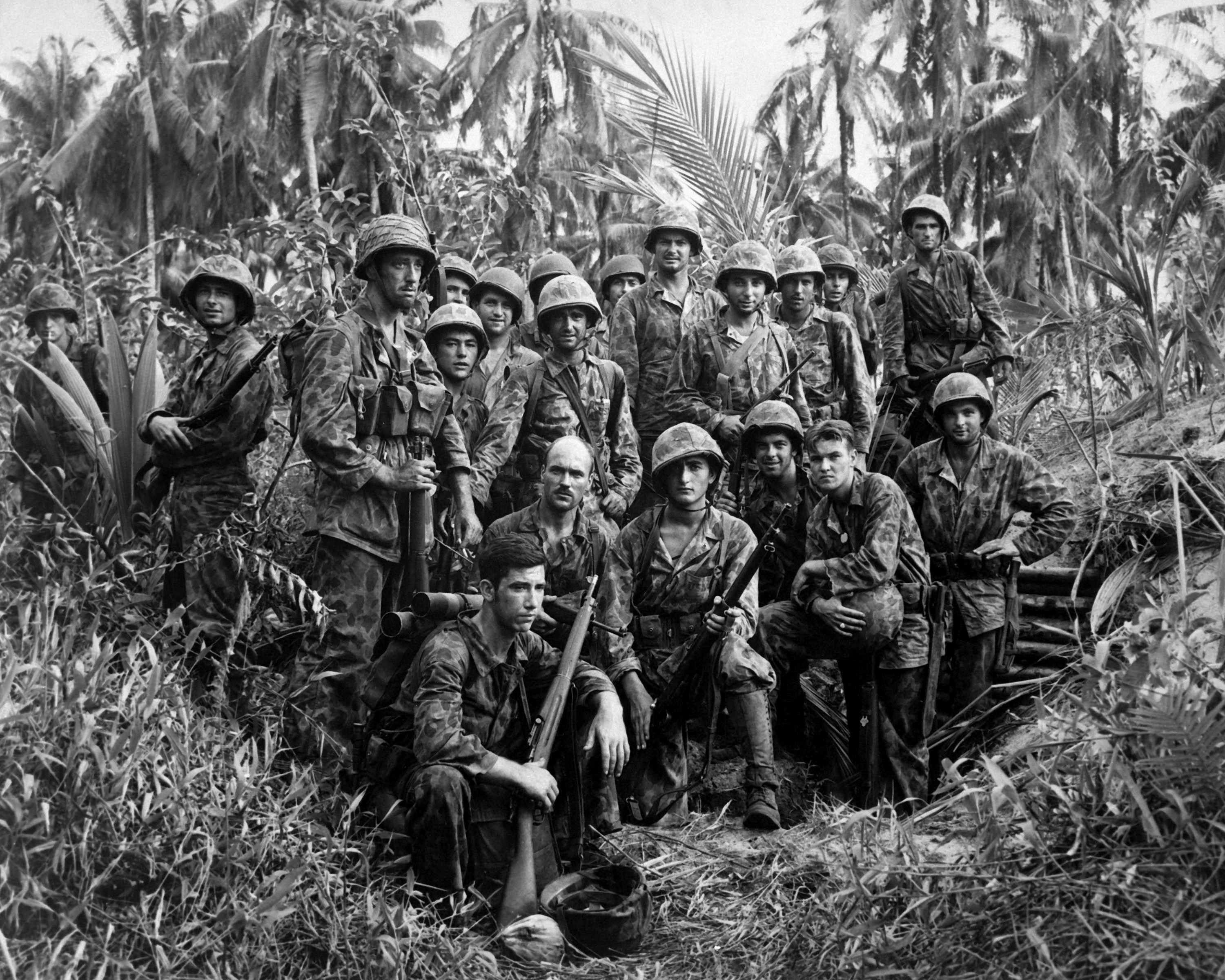
Marine Raiders estadounidenses se reunieron frente a un refugio japonés en el cabo Torokina en Bougainville.

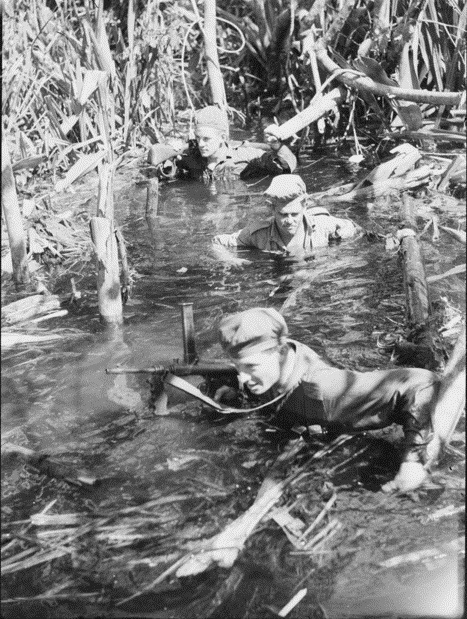
Tropas australianas de la patrulla del 42.º Batallón en Bougainville, enero de 1945.

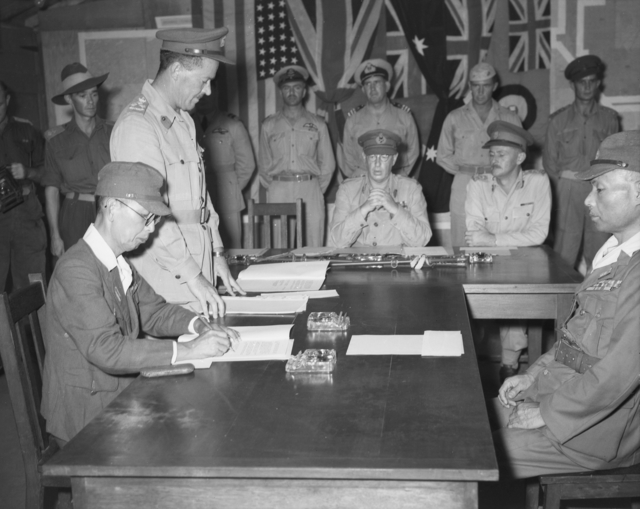
8 de septiembre de 1945: el general Masatane Kanda entrega las fuerzas japonesas restantes en Bougainville.

Entre octubre y diciembre de 1944, las fuerzas terrestres de Estados Unidos delegaron las operaciones en la isla al cuerpo principal del II Cuerpo australiano, una formación de milicia. La 3.ª División australiana y la 11.ª Brigada estaban en Bougainville, reforzadas por el Regimiento de Infantería de Fiyi. La 32.ª Brigada se encontraba acuartelada en las islas de los alrededores. Los australianos determinaron que las fuerzas japonesas en Bougainville, para ese entonces unos 40 000 soldados, estaban organizadas en formaciones capaces de entrar en combate, incluyendo la 38.ª Brigada Mixta Independiente y la 6.ª División. El II Cuerpo australiano adoptó una postura agresiva para rebasar y reducir o destruir estas fuerzas.
Así comenzó la segunda fase de la campaña aliada. El combate se inició el 29 de noviembre y la ofensiva el 30 de diciembre con tres avances separados: en el norte, se planeó obligar a las fuerzas japonesas a replegarse y ser contenidas en la angosta Península de Bonis; en el centro la captura de Pearl Ridge les daría a los australianos el contro de las rutas este-oeste y protección contra futuros contraataques, al mismo tiempo que haría posible un avance por la costa este; y la campaña principal en el sur, donde el grueso de las fuerzas japonesas estaban concentradas en Buin.
Luego de la captura de Pearl Ridge en el sector central en diciembre de 1944, la campaña australiana redirigió su enfoque a los sectores del norte y el sur, con las operaciones en el sector central siendo limitadas a patrullajes a lo largo del sendero de Numa Numa. En el norte los australianos avanzaron a lo largo de la costa en dirección al río Genga mientras enviaban patrullas tierra adentro para hacer salir a los japonesas de los terrenos altos. Luego de capturar Tsimba Ridge en febrero de 1945 continuaron su avance hacia Ratsua, obligando a los japoneses a replegarse en la Península de Bonis. Sin embargo, al enfrentarse a unas defensas formidables, se hizo un intento por flanquear las posiciones japonesas con un asalto anfibio en Porton Plantation en junio, pero este fracasó y se decidió suspender el avance en la Península de Bonis y se optó más bien por contener a los japoneses a lo largo del frente de Ratsua mientras se redirigían recursos al sector sur para el avance sobre Buin. En el sector del sur, luego de un corto pero costoso contraataque por parte de los japoneses en Slater's Knoll, los australianos habían logrado ganar la iniciativa y avanzar sostenidamente hacia el sur, cruzando los ríos Hongorai, Hari y Mobai. Sin embargo, poco después de llegar al río Mivo su avance se vio detenido a medida que lluvias torrenciales se llevaron muchos de los puentes y caminos de los cuales dependía las líneas de comunicaciones australianas. Esto hizo imposible una operación de infantería a gran escala por lo menos un mes y no fue sino hasta fines de julio y principios de agosto que los australianos pudieron volver a realizar patrullajes al otro lado del río Mivo.
Las operaciones de combate concluyeron en Bougainville con la rendición de las fuerzas japonesas en la isla el 21 de agosto de 1945. El Imperio se rindió en la Bahía de Tokio el 2 de septiembre de 1945. La última fase de la campaña vio morir a 516 australianos y a 15 672 otros resultar heridos. De igual manera, 8500 japoneses murieron, mientras que 9800 murieron de malnutrición y unos 23 000 soldados y trabajadores se rindieron al final de la guerra.
Se otorgaron tres Cruces Victoria durante la campaña, una a un fiyiano y dos a dos australianos. El cabo Sefanaia Sukanaivalu de Fiyi recibió el premio en forma póstuma por su valentía en Mwaraka el 23 de junio de 1944.
 El cabo Reg Rattey recibió el premio por sus acciones durante la lucha alrededor de Slater's Knoll el 22 de marzo de 1945, mientras que el solado raso Frank Partridge ganó el suyo en uno de los últimos combates de la campaña el 24 de julio de 1945 durante una lucha a lo largo del frente de Ratsua. Tanto la Cruz Victoria de Rattey como la de Partridge fueron las últimas en ser otorgadas a australianos durante la guerra, y la entrega a Partridge la única en ser recibida por un miembro de la Milicia (Rattey era miembro de la AIF, pero operaba en un batallón de Milicia).

### Libros
- Bergerud, Eric M. (1997). Touched with Fire: The Land War in the South Pacific. Penguin. ISBN 0-14-024696-7.
- Camp, Dick (2006). Leatherneck Legends: Conversations With the Marine Corps' Old Breed. Zenith Publications. ISBN 978-0-7603-2157-7.
- Carey, John (2002). A Marine from Boston: A First Person Story of a US Marine in World War II — Boot Camp-Samoa-Guadalcanal-Bougainville. Authorhouse. ISBN 1-4033-6720-5.
- Charlton, Peter (1983). The Unnecessary War: Island Campaigns of the South-West Pacific 1944–45. South Melbourne: The MacMillan Company of Australia. ISBN 0-333-35628-4.
- Gailey, Harry A. (1991). Bougainville, 1943–1945: The Forgotten Campaign. Lexington, Kentucky, USA: University Press of Kentucky. ISBN 0-8131-9047-9.
- Johnston, Mark (2007). The Australian Army in World War II. Botley, Oxford: Osprey Publishing. ISBN 978-1-84603-123-6.
- Keogh, Eustace (1965). South West Pacific 1941–45. Melbourne: Grayflower Publications. OCLC 7185705.
- Long, Gavin (1963). Volume VII – The Final Campaigns. Australia in the War of 1939–1945. Canberra: Australian War Memorial. Consultado el 2 de noviembre de 2006.
- Maitland, Gordon (1999). The Second World War and its Australian Army Battle Honours. East Roseville, New South Wales: Kangaroo Press. ISBN 0-86417-975-8.
- McGee, William L. (2002). The Solomons Campaigns, 1942–1943: From Guadalcanal to Bougainville—Pacific War Turning Point, Volume 2 (Amphibious Operations in the South Pacific in WWII). BMC Publications. ISBN 0-9701678-7-3.
- Morison, Samuel Eliot (1958). Breaking the Bismarcks Barrier, vol. 6 of History of United States Naval Operations in World War II. Castle Books. ISBN 0-7858-1307-1.
- Murray, Williamson; Allan R. Millett (2001). A War To Be Won : Fighting the Second World War. United States of America: Belknap Press. ISBN 0-674-00680-1.
- Odgers, George (1968). Volume II – Air War Against Japan, 1943–1945. Australia in the War of 1939–1945. Canberra: Australian War Memorial. Consultado el 2 de noviembre de 2006.
- Peatross, Oscar F.; John P. McCarthy and John Clayborne (editors) (1995). Bless 'em All: The Raider Marines of World War II. Review. ISBN 0-9652325-0-6.
- Rottman, Gordon L.; Dr. Duncan Anderson (consultant editor) (2005). Japanese Army in World War II: The South Pacific and New Guinea, 1942–43. Oxford and New York: Osprey. ISBN 1-84176-870-7.
- Spector, Ronald H. (1985). Eagle Against the Sun. The MacMillan Wars of the United States. New York: MacMillan, Inc. ISBN 0-02-930360-5.
- Zaloga, Steven J. (2007). Japanese Tanks 1939–45. Osprey. ISBN 978-1-84603-091-8.

### En línea
- Craven, Wesley Frank; James Lea Cate. «Vol. IV, The Pacific: Guadalcanal to Saipan, August 1942 to July 1944». The Army Air Forces in World War II. U.S. Office of Air Force History. Consultado el 20 de octubre de 2006.
- Chapin, John C. (1997). «Top of the Ladder: Marine Operations in the Northern Solomons». World War II Commemorative series. Marine Corps History and Museums Division. p. 1. Consultado el 30 de agosto de 2006. Also available at:
- Fuquea, David C. (1997). «Bougainville: The Amphibious Assault Enters Maturity». Naval War College Review, Winter 1997, Vol. L, No. 1. p. 418. Archivado desde el original el 8 de octubre de 2006. Consultado el 20 de octubre de 2006.
- Hoffman, Jon T. (1995). «Bougainville» (brochure). From Makin to Bougainville: Marine Raiders in the Pacific War. Marine Corps Historical Center. Archivado desde el original el 9 de enero de 2007. Consultado el 21 de noviembre de 2006.
- James, Karl (2005). «The Final Campaigns: Bougainville 1944–1945» (PhD thesis). University of Wollongong. Consultado el 12 de diciembre de 2006.
- Lofgren, Stephen J. (1993). «Northern Solomons». The U.S. Army Campaigns of World War II (United States Army Center of Military History). CMH Pub 72-10. Archivado desde el original el 3 de enero de 2012. Consultado el 18 de octubre de 2006.
- Mersky, Peter B. (1993). «Time of the Aces: Marine Pilots in the Solomons, 1942–1944». Marines in World War II Commemorative Series. History and Museums Division, Headquarters, U.S. Marine Corps. Consultado el 20 de octubre de 2006.
- Miller, John, Jr. (1959). «Cartwheel: The Reduction of Rabaul». United States Army in World War II: The War in the Pacific. Office of the Chief of Military History, U.S. Department of the Army. p. 418. Consultado el 20 de octubre de 2006.
- Rentz, John N. (1946). «Bougainville and the Northern Solomons». USMC Historical Monograph. Historical Branch, Headquarters, U.S. Marine Corps. Consultado el 18 de octubre de 2006.
- Roosevelt, Eleanor (27 de enero de 1944), My Day, United Feature Syndicate..
- Shaw, Henry I.; Douglas T. Kane (1963). «Volume II: Isolation of Rabaul». History of U.S. Marine Corps Operations in World War II. Consultado el 18 de octubre de 2006.
- United States Army Center of Military History. «Japanese Operations in the Southwest Pacific Area, Volume II – Part I». Reports of General MacArthur. Archivado desde el original el 25 de enero de 2008. Consultado el 8 de diciembre de 2006.

- Datos: Q704785
- Multimedia: Bougainville campaign (1943-45) / Q704785